# 16. dzielnica Paryża
16. dzielnica Paryża (fr. 16e arrondissement de Paris) – jedna z 20 dzielnic Paryża.
Dzielnica jest położona na prawym brzegu rzeki Sekwany. W skład 16. dzielnicy wchodzą rejony Auteuil oraz Passy, w których znajdują się liczne ambasady oraz placówki dyplomatyczne. W pałacu La Muette mieści się siedziba Organizacji Współpracy Gospodarczej i Rozwoju.
Na terenie 16. dzielnicy znajdują się także słynne paryskie areny sportowe: stadion piłkarski Parc des Princes (na którym swoje mecze rozgrywa zespół Paris Saint-Germain F.C.), korty tenisowe Rolanda Garrosa (na których rozgrywany jest turniej French Open), stadion Stade Jean-Bouin (na którym występuje zespół rugby, Stade Français).

## Geografia
Całkowita powierzchnia 16. dzielnicy Paryża wynosi 16,31 km². Około połowy powierzchni dzielnicy zajmuje Lasek Buloński. Łączna powierzchnia dzielnicy bez Lasku Bulońskiego wynosi 7,85 km², co czyni 16. dzielnicę największą pod względem powierzchni dzielnicą Paryża.
16. dzielnica Paryża dzieli się na cztery mniejsze dzielnice (quartier):
- Quartier d'Auteuil (61.dzielnica Paryża)
- Quartier de la Muette (62. dzielnica Paryża)
- Quartier de la Porte Dauphine (63. dzielnica Paryża)
- Quartier de Chaillot (64. dzielnica Paryża)

|                                                                   |                                                           |
| Kamienica położona w 16. dzielnicy Paryża przy Boulevard Flandrin | Kibice Stade Français, drużyny rugby na Parc des Princes. |

## Demografia
Populacja 16. dzielnicy w 1962 roku wynosiła 227418 mieszkańców. Z danych przeprowadzonego w 1999 roku spisu wynika, że populacja dzielnicy spadła do 161773 mieszkańców. Według spisu z 1999 roku w 16. dzielnicy było 106 971 miejsc pracy.
16. dzielnica ma reputację dzielnicy, którą zamieszkują najbogatsi mieszkańcy Paryża, co potwierdzają najdroższe ceny nieruchomości w całej Francji.
Według spisu z 1999 roku wynika, że 74,5% mieszkańców stanowią obywatele francuscy urodzeni na terenie Francji, natomiast 25,5% stanowią imigranci z czego: 0,6% imigranci pochodzący z francuskich terytoriów zamorskich, 5,7% imigranci urodzeni za granicą, lecz posiadający francuski paszport od urodzenia (głównie z byłych francuskich kolonii w Afryce Północnej), 6,7% imigrantów to przedstawiciele EU-15, a 12,5% to imigranci nie pochodzący z krajów EU-15.
W 2012 21% mieszkańców dzielnicy miało poniżej 20 lat.

### Zmiana populacji dzielnicy
| Rok                        | Populacja | Gęstość (na km²) |
| -------------------------- | --------- | ---------------- |
| 1872                       | 43.332    | 5,523            |
| 1954                       | 214.042   | 27,280           |
| 1962 (populacja szczytowa) | 227.418   | 28,985           |
| 1968                       | 214.120   | 27,290           |
| 1975                       | 193.590   | 24,674           |
| 1982                       | 179.446   | 22,871           |
| 1990                       | 169.863   | 21,650           |
| 1999                       | 161.773   | 20,619           |
| 2005 przewidywania         | 149.500   | 19,054           |

## Historia
W XVII w. wioska Auteuil uchodziła za spokojne miejsce do mieszkania, w przeciwieństwie do nieodległego Paryża, dlatego zainstalowali się tu Boileau oraz Molière. Molier prowadził salon literacki, w którym brali udział m.in. Racine, La Fontaine, Lully, La Bruyère. Swój salon prowadził też Boileau. W XVIII w. głośno było o prowadzonym przez Anne-Catherine Helvétius salonie, w którym brała udział znaczna liczba pisarzy i intelektualistów paryskich m.in. Diderot, d’Alembert, Condillac, Malesherbes, Turgot. Zmarła tu w rejonie Passe dnia 21 września 1845 roku, polska pisarka Klementyna Hoffmanowa.

## Ważniejsze miejsca i zabytki w 16. dzielnicy
- Cmentarz Passy
- Parc des Princes
- Siedziba Radio France
- Maison de Balzac
- Musée Baccarat
- Musée de la Contrefaçon
- Jardin des Serres d’Auteuil
- Katedra św. Stefana w Paryżu
- Lasek Buloński
- Palais de Tokyo
- Parafia św. Stefana w Paryżu